# Viaggio della Madre di Dio attraverso il tormento

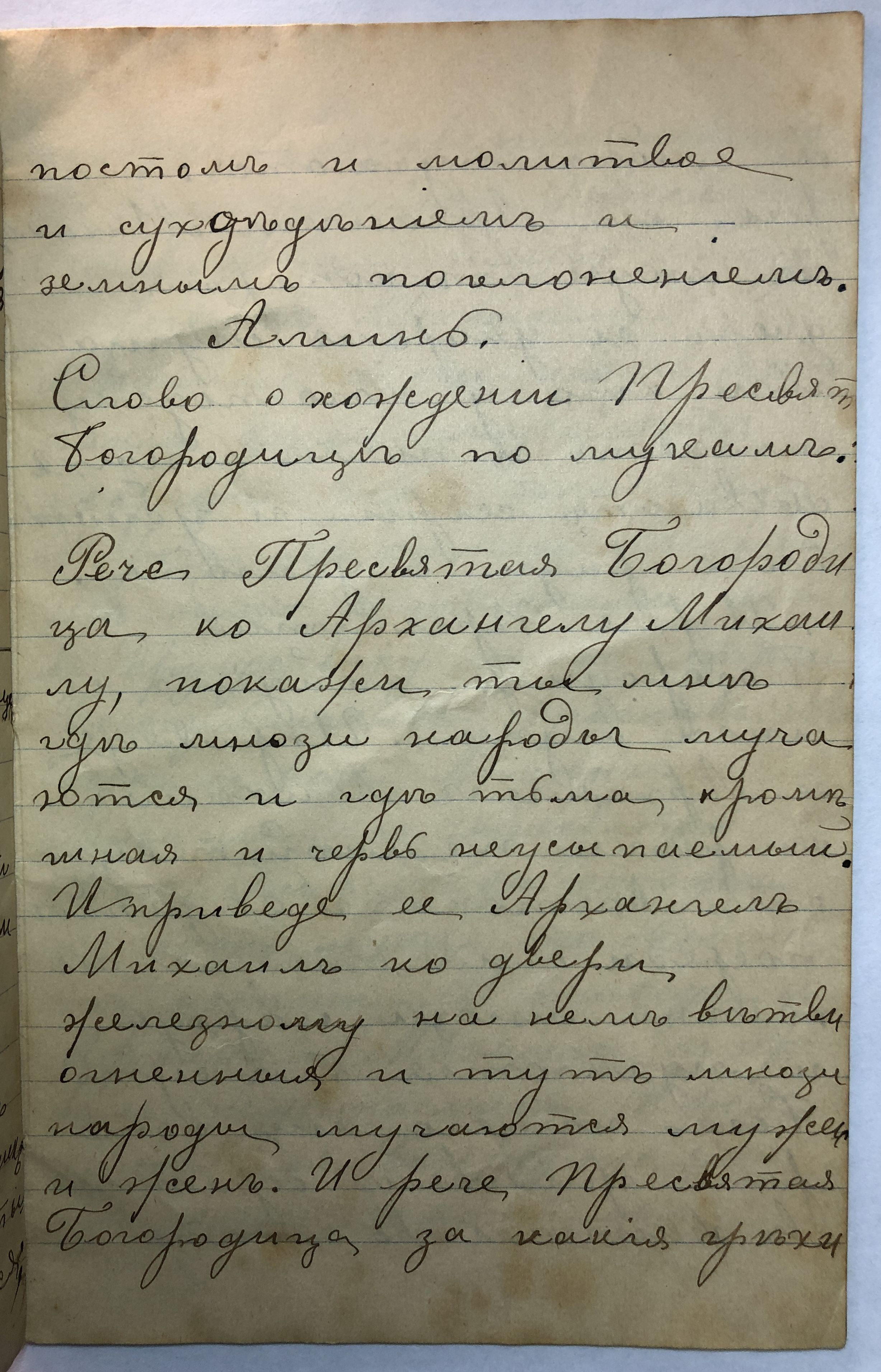
Sermone sul passaggio della Santissima Madre di Dio attraverso il tormento (manoscritto, fine del XIX secolo)

Viaggio della Madre di Dio attraverso il tormento (in russo Хождение Богородицы по мукам?, Choždenie Bogorodicy po mukam), noto anche come Andata di Maria alle pene d’Inferno, è un apocrifo della letteratura paleoslava. Molto popolare tra i vecchi credenti, è una traduzione e in parte rielaborazione del testo greco dell'Apocalisse della Vergine (Rivelazione della Santissima Theotókos).
Il Viaggio è stato influenzato da Žitie Vasilija Novogo ("La vita di San Basilio il Nuovo") e Slovo Palladija mnicha o vtorom prišestvii Christove i o strašnom sude, i o buduščej muce, i o umilenii duši ("La parola di Palladio da Mnich sulla seconda venuta di Cristo e sul terribile giudizio, sul futuro tormento e sulla tenerezza dell'anima").
La copia più antica, risalente al XII secolo, fu pubblicata da Izmail Ivanovič Sreznevskij, parallelamente al testo greco, in Drevnie pamjatniki russkogo pis'ma i jazyka ("Antico monumento della lingua e della scrittura russa") del 1863.

## Contenuto
Maria, dopo aver pregato sul Monte degli Ulivi, viene accompagnata dall'Arcangelo Michele attraverso all'Inferno dove i peccatori sono tormentati: sono torturati i pagani mentre venerano le divinità slave Trojan, Veles e Perun, mentre sono immersi in un fiume infuocato coloro che erano stati maledetti dai loro genitori. Maria vede l'usuraio, appeso a testa in giù e divorato dai vermi, e la pettegola appesa per i denti. Nel nord dell'inferno, i peccatori che in vita erano in ritardo per il culto domenicale o non salutavano i sacerdoti sono tormentati su panche roventi e tavole infuocate. I calunniatori sono appesi per la lingua a un albero di ferro. Un posto speciale tra i peccatori è occupato dai ministri della Chiesa negligenti, patriarchi e vescovi, così come dai sacerdoti e le loro mogli che si sono risposati.
Colpita dal tormento, Maria si rivolge a Dio con una preghiera per alleviare la sorte dei peccatori cristiani. La sua preghiera è sostenuta da profeti, apostoli ed evangelisti. Dio accetta la richiesta e fa cessare il tormento dei soli peccatori cristiani "dal Giovedì santo al giorno della Trinità".

## Influenze
Il Viaggio ha influenzato la cultura popolare, in particolare le poesie spirituali. Alcuni dei motivi dell'apocrifo furono usati nelle opere di Fëdor Dostoevskij, in particolare nel poema Il grande inquisitore nel romanzo I fratelli Karamazov.